# Auchenipterus osteomystax
Auchenipterus osteomystax är en fiskart som först beskrevs av Miranda Ribeiro, 1918.  Auchenipterus osteomystax ingår i släktet Auchenipterus och familjen Auchenipteridae. Inga underarter finns listade.